# Het dwaallicht
Het dwaallicht is een novelle van Willem Elsschot (pseudoniem van Alfons De Ridder), waarin hoofdpersonage Frans Laarmans drie "Afghaanse" zeelui helpt met hun zoektocht naar de mysterieuze Maria Van Dam. Het verhaal speelt zich af in Antwerpen, de geboorteplaats van de auteur. De eerste druk verscheen in 1946. Het dwaallicht werd meteen ook het laatste werk in Elsschots oeuvre.

## Samenvatting
Frans Laarmans slijt meestal zijn avonden in de kroeg, in plaats van na het werk meteen naar de sleur van zijn gezinsleven weder te keren. Op een regenachtige novemberavond echter, wijst de vrouw van zijn vaste krantenwinkel (die hem steevast Verbruggen noemt) hem op drie donkerhuidige matrozen die buiten haar winkel staan. Laarmans leert dat zij op zoek zijn naar een meisje, waarop ze hem een kaartje met haar naam en adres tonen: Maria Van Dam, Kloosterstraat 15. Ze vertellen hem dat zij een zakkenverstelster is die eerder bij hen aan boord was. Het drietal was zo onder de indruk van haar, dat ze haar spontaan sigaretten, een sjaal en een potje gember schonken. Laarmans probeert hen in gebrekkig Engels de weg te wijzen naar de Kloosterstraat en zet vervolgens zijn tocht naar huis verder. Bij het aanzien van hun aarzelen, besluit hij echter de drie in het verhaal als "Afghanen" betitelde zeelieden (hoewel Laarmans aanvankelijk aanneemt dat ze Indiërs zijn) zelf te gidsen tijdens hun zoektocht door Antwerpen. Hij slaagt er enkel in met de aanvoerder van het trio te communiceren, die hij meteen Ali Khan noemt. Bovendien blijkt het opgegeven adres incorrect; het viertal stoot op een winkel van vogelkooien waar Maria Van Dam onbekend is. Laarmans stelt daarop voor om te gaan informeren bij een nabijgelegen politiekantoor. Hier worden hen twee nieuwe adressen bezorgd: Zand 15 en Lange Ridderstraat 71. Door de overeenkomst met het oorspronkelijke huisnummer, besluiten ze eerst naar Zand 15 te trekken. Dit adres leidt hen tot de havenkroeg van het Carlton Hotel. Hier blijkt het begeerde meisje evenmin bekend. De drie zeelieden hebben inmiddels de hoop opgegeven en besluiten hun zoektocht te staken. Vervolgens gaan de vier een gedachtewisseling aan over de liefde, godsdienst en politiek, waardoor de verschillen tussen Oost en West aan de oppervlakte komen. Na een uitgebreide monoloog van Ali nemen ze allen afscheid. Op zijn terugweg moet Laarmans echter langs de Lange Ridderstraat 71 en hoewel hij ervan overtuigd is dat hij daar Maria Van Dam zal aantreffen, besluit hij ditmaal echt huiswaarts te keren.

## Personages
Frans Laarmans – Hij is zowel het hoofdpersonage als de verteller van het verhaal, die zichzelf opwerpt als leider van de drie donkere zeelui tijdens hun zoektocht door Antwerpen naar een zekere Maria Van Dam. Zijn leiderschap kan echter in twijfel worden getrokken door de zuiverheid en zekerheid die het drietal uitstraalt, in tegenstelling tot Laarmans voortdurende twijfel. In zekere zin zijn het dus ook de drie Afghanen die Laarmans leiden, en niet omgekeerd. In tegenstelling tot andere personages, schetst Elsschot een minder karikaturaal en visueel beeld van Laarmans. De beschrijving van zijn uiterlijk wordt ondergeschikt aan die van zijn psyché. De lezer leert hem voornamelijk kennen door zijn manier van denken en registreren. Laarmans' troebele gevoelens zijn grotendeels te wijten aan zijn gespleten persoonlijkheid. Enerzijds is hij een nederige huisvader met kleinburgerlijke idealen, maar anderzijds is hij een spontane romanticus die erg veel sympathie toont voor de hulpeloze matrozen, waardoor hij ook rebelleert tegen de gemeenschap waar de andere Laarmans net voor staat. Elsschot laat deze twee persoonlijkheden ook voortdurend met elkaar botsen. In het begin van het verhaal wint de romanticus van de conformist, doordat Laarmans toch maar besluit de Afghanen te begeleiden op hun queeste, in plaats van meteen huiswaarts te keren. Aan het einde draaien de rollen echter weer om; Laarmans weerstaat de verleiding om aan te bellen bij de Lange Ridderstraat 71 en laat zo de deugd winnen van wat zijn hart hem ingeeft.
De Afghanen – Deze drie zeelui, afkomstig van het vrachtschip Dehli Castle, zijn op zoek naar Maria van Dam en schakelen hiervoor Laarmans’ hulp in. Twee van hen blijven slechts randfiguren en zijn zelfs naamloos, waar de derde meteen ook gezien wordt als hun 'leider' en door Laarmans gedoopt wordt als Ali Khan. "Meer dan als personages worden ze door Elsschot gebruikt als symbool van het Oosten om op die manier de tegenstelling tussen de niet altijd zuivere gedachten van Laarmans en hun reine gevoelens voor Maria duidelijk te laten uitkomen.”
Ali Khan – Dit is niet de echte naam van het personage (deze komt de lezer nooit te weten) maar de typische Arabische jongensnaam die Laarmans geeft aan de leider van de drie Afghanen. Khan is bovendien een “Oosterse vorstentitel die in de loop der tijden door verschillende Turkse en Mongoolse heersers is gevoerd." Een bekend voorbeeld is Djengis Khan, stichter van het Mongoolse wereldrijk.
Maria Van Dam – Het meisje dat aan boord van de Dehli Castle komt als zakkennaaister* en de drie Afghaanse zeelieden een foutief adres overhandigt, waardoor zij zichzelf tot doel van hun speurtocht door Antwerpen maakt. De Dam was tevens de benaming van de havenbuurt in Antwerpen, daarom kan ze door haar naam gezien worden als 'meisje van de haven.' Haar figuur verbindt het "erotisch en geestelijk ideaal". Waar Laarmans haar aanvankelijk beschouwt als een prostituee, incarneert zij voor de Afghanen net de Liefde. Daarnaast is Maria in de novelle eerder een abstract symbool dan een personage: “Niet enkel blijft ze in het hele verhaal verborgen, ze blijkt zelfs niet eens te bestaan.”
Haroun Al-Rachid – Een naam die slechts eenmalig vermeld wordt, maar een hooggeplaatst persoon blijkt, die de drie oosterlingen bekend moet zijn. Hoogstwaarschijnlijk liet Elsschot zich inspireren door Haroen ar-Rashid, een zeer belangrijke kalief, onder wiens bewind het islamitische rijk tot grote bloei kwam. Ar-Rashid betekent bovendien ‘de rechtvaardige’. "In de Arabische verhaaltraditie wordt hij vaak als held afgeschilderd.”
Mijnheer Verbruggen – Dit is de titel die de oude juffrouw van het krantenwinkeltje aan de Melkmarkt hardnekkig gebruikt als aanspreking voor Laarmans. De inspiratie hiervoor is onbekend. Dezelfde naam zorgt in De Verlossing eveneens voor verwarring, doordat ook Pol van Domburg als ‘mijnheer Verbruggen’ wordt aangesproken. Elsschot was bovendien een Multatuli-bewonderaar; ook in Max Havelaar komt een onbelangrijke bediende Verbrugge voor.
Mohammed – Geen echt personage, maar een naam die symbool staat voor het geloof van de Afghanen. Mohammed (Mekka, ca. 570-Medina 632) is de profeet van de Islam.
Melchior – “Een van de drie wijzen of koningen uit het Oosten, die de pasgeboren Jezus met geschenken eerden in zijn stal. Een van hen was zwart, zoals de drie zeelieden, maar dat was Caspar en niet Melchior.” In het verhaal wordt de naam gebruikt als metafoor voor Ali, die eerbied toont voor een kindje in de havenkroeg.
‘Manke’ Jan – Een buurman van het Carlton Hotel, die Laarmans als referentie gebruikt om het hotel te lokaliseren.
Kortenaar – De eigenaar van het Carlton Hotel, dat eigenlijk meer een bordeel blijkt te zijn. Waarschijnlijk is hij een Nederlander met Surinaams of Antilliaans bloed, aangezien Laarmans zijn huidskleur beschrijft als "een vale kleur, iets tussen mij en Ali in".
Fathma – Opnieuw geen reële figuur in het verhaal, maar een personage uit Laarmans’ fantasie. Hij identificeert zich met de “donkere zeelieden en stelt zich voor dat hij in Bombay op zoek is naar een veelbelovend maar onbereikbaar meisje dat hij Fathma noemt, een naam die hij vindt passen bij India.” Dit is een “veelvoorkomende islamitische vrouwennaam, de alledaagse variant van Fatima, de dochter van de profeet Mohammed.”
Mevrouw Pasmans – De naam van de eigenares van de winkel in vogelkooien in de Kloosterstraat nummer 15, het adres dat volgens Ali’s briefje aan Maria Van Dam zou toebehoren. “Namen die op ‘mans’ eindigen zijn bij Elsschot alledaags.”
Frans Pasmans – De zoon van Mevrouw Pasmans, die zij roept wanneer ze zich bedreigd voelt door de donkere zeelui.
Jeanne Goethals – Een naam die Maria van Dam ook had kunnen hebben, zoals Laarmans zelf stelt. Elsschots inspiratie hiervoor is onbekend.
Kapitein Cunningham – De kapitein van de City of Rangoon, eveneens een schip dat in de Antwerpse haven ligt. “Niet geheel toevallig de naam van de vermaarde admiraal Andrew Cunningham.” Vooraleer hij opperbevelhebber was van de expeditionaire zeestrijdkrachten, was hij reeds bevelhebber op een vlaggenschip van de Britse Middellandse Zeevloot tijdens de tweede wereldoorlog, genaamd de Dehli.

## Paratekst

### Titel
De titel van Het dwaallicht kan op verschillende manieren worden geïnterpreteerd. Enerzijds verwijst het naar het "blauwachtig beweeglijk vlammetje boven moerassen en kerkhoven, ontstaan door de langzame verbranding van moerasgas", dat voor nachtelijke wandelaars een even onbereikbaar licht is als Maria van Dam blijkt te zijn op de vergeefse zoektocht van het viertal. Anderzijds kan Laarmans zelf als een figuurlijk dwaallicht voor de Afghanen worden gezien, aangezien hij als gids deels verantwoordelijk kan worden gehouden voor de mislukking van hun zoektocht. Op een meer abstract niveau, kan de titel ook in verband staan met Elsschots sceptische levensvisie: "De mens wordt altijd en overal geleid door dwaallichten". Bovendien toont Laarmans fantasie over Fathma in Bombay aan dat een dwaallicht iets universeels is en dat de mens overal ter wereld illusies nastreeft.

### Opdracht
De roman is opgedragen aan Paul en Jan Veen. Willem Elsschot verkocht reclame voor zowel de kleine als de grote Snoeck's Almanak. De broers Veen achter de "Gebroeders Veen's Beschuiten" adverteerden via Elsschot op de rug van de eerste editie (1942). De directe aanleiding voor de opdracht van Het dwaallicht blijft echter onbekend.

### Cover
Op de cover van de eerste druk uit 1946 staan de drie Afghanen samen met Laarmans, die het briefje met het adres van Maria Van Dam vasthoudt, uitgebeeld tegen een sterrenhemel. Deze illustratie op de omslag werd bezorgd door Ben Mohr en gepubliceerd bij P.N. van Kampen & Zoon NV te Amsterdam. Mohr was van begin jaren dertig tot midden jaren vijftig van de 20e eeuw een erg populaire vormgever van allerlei publicaties en mini-affiches. Naast Willem Elsschot illustreerde hij ook boeken van onder meer A. den Doolaard, Albert Helman, Jan de Hartog, A.M. de Jong, G. van Nes-Uilkens en Madelon Székely-Lulofs. Zijn karakteristieke ontwerpen zijn vooral te herkennen aan "hun grote vlakken in heldere kleuren, vaak overheersend aanwezige menselijke figuren, stevige belettering en ferme signatuur".

## Structuur
Compositorisch en narratologisch zit de roman vrij eenvoudig in elkaar. Het verhaal bevat een bijna symmetrische opbouw, namelijk een die gelijkt op de structuur van een klassieke tragedie. De queeste naar Maria Van Dam voltrekt zich via een typische spanningsopbouw, die zich als volgt ontwikkelt:
- Stemmingsinleiding: De stemming van het verhaal wordt bepaald door het begin van de roman, waar op een sombere novemberavond het al even sombere leven van Laarmans wordt geschetst.[16][17]
- De expositie: De aanhef van dit deel wordt verzorgd door de uitroep van de krantenjuffrouw: "Kijk, drie rijstkakkers!".[18] De personages worden hier voorgesteld aan de hand van hun karaktertrekken en uiterlijke kenmerken. Meer bepaald zijn dit de drie vreemde zeemannen die zich overdreven beleefd gedragen en gecontrasteerd worden door de "racistisch bevooroordeelde landgenoten".[16] Dit contrast zet ook al meteen de meeste motieven uiteen.[16]
- Motorisch moment: Dit is het moment waarop Laarmans zich gelijkstelt met de drie Afghanen. Hij beseft dat hij een gelijkaardige droom heeft, enkel neemt de sacrale vrouw hier de identiteit van Fathma aan.[16]
- Ontwikkeling van de handeling: Wanneer Laarmans toch plotsklaps beslist de Afghanen te helpen, ontwikkelt de handeling helemaal. Hier springt hij abrupt van de tram, omdat hij door de beschrijving van "het cigarettenmeisje" door de Afghanen gelooft een "erotisch avontuurtje" te zullen beleven.[16]
- Hoogtepunt: Het verhaal komt op zijn hoogtepunt wanneer de Afghanen en Laarmans het vermeende adres van Maria van Dam kunnen vinden.[16]
- Crisis: Het hoogtepunt valt echter in duigen wanneer ze beseffen dat Maria van Dam hier niet meer woont. Dit stemt Laarmans extreem ongelukkig, waardoor hij de zoektocht wil staken en afscheid neemt van het Oosterse trio.[16]
- Peripetie: Echter, er is weer nieuwe hoop wanneer Ali de woorden “stars good hope” uitspreekt.[16][19] Laarmans beseft dat ze de moed niet mogen verliezen, en het viertal zet de zoektocht verder.
- Afwikkeling: Het wordt het viertal nog maar eens duidelijk dat hun zoektocht naar niets leidt. Hoewel de politieagenten hen een adres geven met hetzelfde huisnummer - namelijk dat van het Carlton Hotel - ondervindt het toch dat ook dit niets heeft uitgehaald.[16]
- Schijnbewegingen: Een aantal gebeurtenissen verstoren de rechtlijnigheid van het verhaal. Voorbeelden hiervan zijn enerzijds de politieagent die de gevraagde inlichtingen afwijst, anderzijds het feit dat Ali wordt opgepakt.[16]
- Ontknoping: De harde realiteit speelt hen parten. De realisatie dat Maria van Dam niet te vinden is, resulteert in het besef dat hun ideaal slechts een droom is.[16]
- Epiloog: De tegenstelling tussen de zeemannen en Laarmans bereikt een hoogtepunt in het slotgesprek tussen Westerse Laarmans en de Oosterse zeemannen. Het gesprek gaat over liefde, geloof en communisme.[16]
- Katharsis/ stemmingsuitleiding: Deze laatste conversatie resulteert in een verzoening tussen Oost en West. Het viertal komt tot het compromis dat "het geluk enkel in de aardse realiteit" kan worden gevonden.[20]

De symmetrie van de structuur wordt echter niet helemaal bereikt door de zware nadruk die wordt gelegd op het zesde hoofdstuk, namelijk de conversatie tussen de Afghanen en Laarmans. De epiloog beslaat een derde van het verhaal, waardoor deze epiloog eerder de kern wordt. Enerzijds kan dit te maken hebben met het feit dat Elsschot dit laatste hoofdstuk nog op het einde van het schrijfproces toevoegde, iets wat hij naar eigen zeggen zelden deed. Het laatste typoscript heeft Elsschot namelijk nog helemaal herwerkt - zowel op inhoudelijk als op stilistisch vlak - omdat hij niet tevreden was met de versie die hij naar het Nieuw Vlaams Tijdschrift had gestuurd. Anderzijds hangt dit samen met Elsschots eigen beschouwing over stijl, namelijk dat de spanning voornamelijk door de stijl wordt verwekt en niet door het gebeuren zelf. Hij noemt de structuur van de roman "het skelet" waarop "stijl kan gesmeerd worden". De stijl primeert dus op de structuur volgens Elsschot, wat verklaart waarom de roman uit evenwicht wordt gebracht door het stilistisch verfijnde zesde hoofdstuk.

## Setting
In Het dwaallicht wijst Laarmans drie Oosterlingen de weg door Antwerpen op een grauwe regenachtige novemberdag. Het verhaal speelt zich af in een beperkt deel van de stad, namelijk het havenkwartier. Dit komt omdat de drie Afghanen werknemers zijn op een schip dat aangemeerd is in de haven. Willem Elsschot lijkt dit verhaal geschreven te hebben met de plattegrond van Antwerpen in zijn achterhoofd. Zo zou het stratenplan van Antwerpen erbij genomen kunnen worden en de lezer zou perfect enkele straten kunnen herkennen. In Het dwaallicht worden specifieke topografische aanduidingen gemaakt, waardoor Antwerpen als locatie van dit verhaal kan worden aangeduid. Zo heeft Elsschot het onder meer over de Kloosterstraat waar de kooienwinkel zich bevindt, het Zand waar het Carlton Hotel is en de Lange Ridderstraat waar Maria Van Dam zou wonen. Door deze nauwkeurige plaatsaanduidingen krijgen we ook het gevoel dat Laarmans zeer nauw verbonden is met de stad.
Omdat deze straatnamen echt bestaan, ontstonden er verschillende theorieën van onder meer Jan Lampo en Ida de Ridder over de exacte route van Laarmans. Deze theorieën werden ontkracht door de vondst van een handschrift van Elsschot zelf door Marco Daane en Wieneke ’t Hoen. Door deze vondst was er slechts één interpretatie mogelijk van de route. Deze wandeling kan vandaag de dag afgelegd worden aan de hand van het werk van Daane en ’t Hoen.
Het gebruik van deze nauwkeurige plaatsaanduidingen draagt echter vooral bij aan het verhogen van het werkelijkheidseffect van de novelle. Het verhaal zou zich kunnen afspelen op eender welke regenachtige novemberavond in eender welke stad op eender welk moment, maar net door die specifieke plaatsaanduidingen wordt het verhaal realistischer.
Het dwaallicht vindt plaats op een regenachtige novemberavond. Buiten deze tijdsbepaling bevat het verhaal weinig exacte tijdsaanduidingen, waardoor de tijd diffuus wordt weergegeven. Het hele verhaal bestaat in feite maar uit een ommetje van slechts een viertal uren. Het lineaire verloop wordt slechts enkele keren onderbroken door een flashback van Laarmans over Bombay. In Het dwaallicht is er een ik-verteller in een historisch presens aan het woord. Dit wil zeggen dat de ik-verteller in de onvoltooid tegenwoordige tijd spreekt, maar dat de gebeurtenissen zich hebben afgespeeld in het verleden. Het gebruik van deze tijd zorgt ervoor dat de lezer een rechtstreekse betrokkenheid heeft bij het verhaal.

## Stijl en Taal

### Stijl
Elsschots idee dat de gebeurtenissen ondergeschikt zijn aan de stijl van het verhaal zijn uiteraard gerelateerd aan zijn stijlgebruik zelf. Dat wordt, als het ware als een consensus, doorgaans als "sober" en "zakelijk" beschreven. Elsschot beweerde ook zelf dat elke stijloverweging in het belang van het slotakkoord moet staan, om langdradigheid te vermijden. Echter, deze soberheid blijkt voor vele critici "slechts schijn", en moet vooral aan het taalgebruik dat hij hanteert worden toegeschreven. Eerder moet men op zoek gaan naar de manier waarop Elsschot de alledaagse dingen op epische wijze vertelt: van de meest alledaagse dingen, kan Elsschot als het ware een drama maken. Bovendien wordt de droogheid en soberheid ook in vraag gesteld wanneer de manuscripten van Het dwaallicht onder handen worden genomen. Daaruit blijkt namelijk dat Elsschot niet reducerend te werk is gegaan, maar eerder uitbreidend: over het algemeen schrapte hij geen woorden, maar voegde hij er toe om het verhaal "aan te kleden".

### Taal
De taal van Willem Elsschot wordt als "correct en zuiver" beschouwd. Daarvan zijn ook restanten te bespeuren in Het dwaallicht: volkstaal en dialect treden hier nooit op de voorgrond. Met deze nadruk op het gebruik van Standaardnederlands onderscheidt Elsschot zich duidelijk van generatiegenoten zoals Ernest Claes, Felix Timmermans en Stijn Streuvels, die het folkloristische in hun romans wilden benadrukken onder andere door het taalgebruik.

Bovendien maakt Elsschot steeds een weloverwogen woordkeuze: enkel de woorden die daadwerkelijk bijdrage leveren aan het verhaal, worden toegevoegd. Ondanks deze woordelijke spaarzaamheid, slaagt Elsschot er toch in een bepaalde sfeer te creëren. Dat kan geïllustreerd worden aan de hand van de eerste zin van de roman: 
Een ellendige novemberavond, met een motregen die de dappersten van de straat veegt. 
Omwille van dit haast economische taalgebruik wordt Elsschots taal als sober beschouwd, net zoals zijn stijlgebruik. De weloverwogen woordkeuze blijkt verder ook uit het jargon van zeemanslieden, waarvoor de drie Afghanen natuurlijk de verklaring zijn. Belangrijker zijn echter de termen die Elsschot ontleent aan het christendom. De eerste pagina van het boek laat ons al kennismaken met "de weg die tot inkeer leidt" en wanneer Laarmans de drie Oosterlingen ontmoet neemt het religieuze taalgebruik alleen maar toe, met termen zoals "Mariaboodschap", "kruistocht", "zonde" en nog veel meer. Deze veelheid aan religieuze terminologie is uiteraard te wijten aan het religieuze motief dat de roman domineert en draagt bij tot de andere intertekstuele referenties aan de Bijbel.

## Thema's en motieven
Traditioneel analyseren specialisten de novelle aan de hand van drie binaire opposities: zwart-wit, heilige-hoer en burgerman-gevoelsidealist.

### Zwart-wit
De eerste tegenstelling heeft betrekking op de spanning tussen westerse en oosterse culturen. In het begin van het verhaal merkt de lezer dat Laarmans er nogal ongelukkig bij loopt; hij voelt zich niet meer op zijn plek in de maatschappij. De ontmoeting met de drie Afghaanse scheepslieden lijkt het begin te vormen van een meer definitieve breuk met zijn huidige leven. Zo begint hij zich expliciet te identificeren met de Afghanen. Hij beeldt zich in dat hij ronddwaalt in Bombay, eveneens op zoek naar een onbereikbare vrouw die hij Fathma noemt, omdat hij die naam vindt passen bij Indië. Tijdens hun tocht wordt de groep geconfronteerd met racisme en xenofobie tegenover Ali en zijn vrienden. Een markant voorbeeld is de scène in het politiestation, waar een agent Ali aanspreekt met "bloody nigger" en "sit down, zwarte piet". Wanneer blijkt dat Laarmans hem begeleidt, zorgt dit voor een veel positievere reactie bij de andere aanwezige agent. Dit patroon komt meermaals voor in het boek, waarbij de blanke man fungeert als een soort schild. Hoewel de West-Europese protagonist in het begin wordt geponeerd als een alwetende figuur, verdwijnt de ongelijkheid tussen de twee culturen steeds meer. Er groeit een wederzijds respect en de culminatie van de ontmoeting tussen het Christendom en de Islam vindt plaats in het laatste hoofdstuk. De finale conversatie in het Carlton hotel mondt uit in de vraag waar de mens zijn geluk zou moeten beleven: in de materiële wereld of pas in het hiernamaals. Een duidelijk antwoord krijgt de lezer nooit, maar Elsschot laat wel doorschemeren dat een onderscheid tussen rassen voor hem onbestaande is. Dit is een erg opmerkelijke opvatting voor zijn tijd.

### Heilige-hoer
Gedurende het verhaal krijgt de lezer wel verschillende opties aangeboden via de zoektocht naar Maria van Dam. In Het dwaallicht gebruikt Elsschot de vrouw om dit streven naar het Ideale te thematiseren. Men kan haar zien als een symbool voor het “Ewigweibliche”, wat zoveel betekent als "het eeuwige vrouwelijke". De auteur toont verder aan dat de zoektocht naar het Ideale onlosmakelijk verbonden is met onbevredigde menselijke verlangens. De lezer merkt op hoe de visie van Laarmans lijnrecht lijkt te staan tegenover die van de Ali en zijn vrienden. Die laatsten ervaren seksualiteit als iets verheven, terwijl Laarmans duidelijk een meer lichamelijke vorm voor ogen heeft. Desondanks zorgt de confrontatie met de schippers ervoor dat Frans zich bewust wordt van zijn materialistisch denken. Wanneer hij de kans krijgt om Maria te gaan opzoeken in de Ridderstraat, kiest hij er uiteindelijk - net zoals de Afghanen - voor om het Ideale in stand te houden. "Want hier is het, mijn hele wezen is er zeker van. Kom, oude sater, het is genoeg. Laat haar in vrede genieten". Elsschot gebruikte Maria van Dam dus ook als evasiemotief: de mannen kunnen door haar even ontsnappen aan de dagelijkse sleur van het leven. Maar Laarmans beseft dat escapisme onmogelijk is en de mens vastzit in een "kringloop van verlangen en mislukken". De kloof tussen droom en werkelijkheid blijkt onvermijdelijk: de situatie dwingt Frans Laarmans om toch gewoonweg terug te keren naar zijn huidige manier van leven. Het hoofdpersonage wordt zo geconfronteerd met zijn verleden en toekomst, wat gepaard gaat met spijt. Dit gevoel zet zich voort in meerdere werken van Elsschot en kan gezien worden als een reactie tegen de berusting die het verhaal oproept.

### Burgerman-gevoelsidealist
De spanning tussen overgave en verzet kan ook gevonden worden in de twee tegenstrijdige karakters van Laarmans. Aan de ene kant is hij een prototypische burgerman die luistert naar zijn verstand, want men moet nu eenmaal de sociale conventies volgen om te kunnen participeren in de maatschappij. Aan de andere kant kunnen we zijn alter ego typeren als een “gevoelsidealist”, die zich laat leiden door meer altruïstische impulsen en zo ingaat tegen de burgerlijke normen. Het meest courante voorbeeld is de innerlijke tweestrijd tussen zijn solidariteit met de Afghanen versus zijn egoïstische verlangen om Maria voor zichzelf te houden. Elke keuze van de ene Laarmans wordt later wel tegengewerkt door de andere. J. Weisgerber bevestigt dat dit patroon continu doorwerkt: “De tweeslachtigheid van de drijfveren wordt tot het einde volgehouden." Uiteindelijk leidt zijn vluchtgedrag echter tot een ontgoocheling. De burgerlijke huisvader lijkt dus zijn gelijk te hebben behaald. Het dubbelgangersmotief werkt Elsschot bovendien letterlijk uit in de tekst. Zo noemt de krantenjuffrouw Laarmans al jaren bij de verkeerde naam en uit zijn acties blijkt dat hij tijdelijk zijn andere persoonlijkheid (onder naam van Verbruggen) accepteert. Naastenliefde maakt ten slotte een belangrijk deel uit van zijn karakter: voor zijn medemens is hij bereid "het pad der deugd" te verlaten.

## Context en ontstaansgeschiedenis
In november 1938 leidde Willem Elsschot een paar zeelui door Antwerpen. Zes jaar later draaide deze anekdote uit op Het dwaallicht. Elsschot schreef het grootste deel van zijn verhaal bij zijn dochter Adèle in Brussel. Hij was begin 1945 naar haar gevlucht omdat de Duitsers tussen 1944 en 1945 Antwerpen bombardeerden met ‘vliegende bommen’.
Het dwaallicht werd in verschillende stappen geschreven. Zo is het eerste manuscript slechts een skelet van het verhaal, dat op dat moment maar 18 losse bladzijden telt. Verder heeft het verhaal dan ook nog niet Het dwaallicht als titel, maar heet dan nog Maria Van Dam. In die versie heet het hoofdpersonage nog niet Laarmans, is het café van Kortenaar nog niet aanwezig en ontbreekt ook het derde adres waar Maria Van Dam zou kunnen zijn: de Lange Ridderstraat. Tussen begin 1944 en begin 1946 verandere Elsschot nog veel en maakte vooral toevoegingen aan het verhaal. Zo is de uiteindelijke versie twee- tot driemaal zo lang als het oorspronkelijke manuscript.
Nadat Elsschot het verhaal had geschreven, ging hij over tot het maken van het eerste typoscript. Dit typoscript is gedateerd op 7 mei 1944, de dag waarop Willem Elsschot tweeënzestig jaar werd. De titel Maria Van Dam wordt in deze versie veranderd naar Het dwaallicht.
In het typoscript van de derde versie breidt Elsschot het laatste hoofdstuk verder uit met onder andere het gesprek tussen Laarmans en de drie Oosterlingen over liefde, geloof en huwelijk. In deze toevoeging is het gesprek tussen Laarmans en de matrozen over ‘de nieuwen godsdienst zonder God’ en over ‘de beweging[…] die overal op aarde de harten in beroering brengt’. Hier laat hij het communisme doorschijnen in zijn werk. De aanzetten voor de uitbreiding van het hoofdstuk schreef hij neer op de achterkant van bestelformulieren voor advertenties in Snoeck’s Almanak.
Het voorlopige eindpunt van Het dwaallicht is de kopij voor de tijdschriftpublicatie in het Nieuw Vlaams Tijdschrift, die gedateerd is op 1 januari 1946. Elsschot was nog altijd niet tevreden met deze versie omdat hij het niet compleet vond. Hij beweerde dat hij door de redactie van het Nieuw Vlaams Tijdschrift onder druk was gezet om het verhaal zo snel mogelijk in te leveren en daardoor vond hij dat het verhaal nog niet compleet was. In het laatste typoscript bracht hij stilistische veranderingen aan in het werk en ging hij weer het laatste hoofdstuk uitbreiden. De toevoeging die Elsschot maakte, was door de tijdsgeest bepaald. Hij praat hier over de Koude Oorlog die er zit aan te komen. Het boek is eindelijk af en komt als boekeditie in november 1946 op de markt.
Rond de publicatie en het slot van Het dwaallicht heerst er nog een mythe waar Louis Paul Boon een rol in speelt. Louis Paul Boon was een van de eersten die wist dat Elsschot de eerste versie van Het dwaallicht, toen nog Maria Van Dam geheten, had afgemaakt. In augustus 1944 schreef hij in een brief dat hij het boek mooi vond, maar spoorde Elsschot aan om het niet té mooi te maken. Boon vertelde ook in een tv-interview dat hij het niet vond kunnen dat ze op het einde Maria Van Dam vinden en dat hij daarom Elsschot er op wees dat het verhaal anders moest eindigen, namelijk op een dwaal. Deze uitspraak is ontkracht geweest door H.T.M. van Vliet. De manuscripten van het verhaal bevatten namelijk vanaf de eerste versie al hetzelfde einde als de laatste versie: Maria Van Dam wordt niet gevonden.
Het Dwaallicht werd Elsschot zijn laatste werk, wat hij ook al vermeldde in een briefwisseling tussen hem en Jan C. Vilerius.

## Het referentiële karakter vanHet dwaallicht
In Het dwaallicht kan men vaak referenties aan andere werken bespeuren. Bovendien beantwoorden sommige personages aan personen in de werkelijkheid.

### Literaire intertekstualiteit

#### Laarmans
Het hoofdpersonage Laarmans is geen onbekende in Elsschots oeuvre. De naam komt voor het eerst voor in Een Ontgoocheling, maar het is pas vanaf Lijmen dat hij als personage steevast verschijnt in elke roman van Elsschots hand. Sindsdien komt Laarmans ook voor in Kaas (1933), Tsjip (1934), Pensioen (1937), Het been (1938), De leeuwentemmer (1940) en tot slot in Het dwaallicht (1946).

#### De Bijbel
Bij het lezen van Het dwaallicht vallen de verwijzingen naar en parallellen met de Bijbel meteen op. Elsschot worstelde namelijk heel zijn leven met religie en dit is zichtbaar. Tijdens het schrijfproces voegt hij vele van onderstaande religieuze verwijzingen toe aan de tekst om zo zijn band tegenover het christendom op een laconieke manier te illustreren.
Allereerst zijn er sporen te vinden van het klassieke kerstverhaal: de drie Afghanen nemen hier de rol op van de drie wijzen, terwijl Laarmans dienstdoet als gids. Zoals de ster de koningen de weg wees naar de heilige maagd Maria en haar zoon Jezus, zo leidt ook Laarmans hen naar de gelijknamige Maria van Dam. Dit vrouwelijke personage is omgeven door religieuze verwijzingen met betrekking tot de Marialegende. Zo zou ze in de Kloosterstraat wonen en zou ze "ieder ogenblik verschijnen, want in Lourdes is het wonder óók gebeurd." Hoewel ze haar uiteindelijk niet vinden, eindigt de tocht wel bij een andere Mariafiguur, namelijk de moeder met haar zuigeling in het Carlton hotel. Het is dan ook aan haar dat ze de gekochte bos bloemen uiteindelijk offeren, waarbij een alledaags voorwerp plots een symbolische betekenis krijgt. Daarnaast gebeurt dit proces ook bij de bodem van een sigarettendoosje dat Ali en zijn vrienden hebben gekregen van het naaistertje. Het kartonnetje wordt op dezelfde manier verheven en bijgevolg omschreven als “een talisman, een vaandel en een wapenschild”.
Ten tweede vertoont de figuur van Frans Laarmans overeenkomsten met meerdere Bijbelse figuren. Zijn idealistische kant verbindt Elsschot met Jezus door middel van woorden zoals "kruistocht", "zegen" en de uitspraak "mijn christelijke plicht is volbracht". De lezer kan Laarmans om te beginnen dus zien als een gidsende Jezusfiguur, die zijn volgelingen begeleidt bij hun missie. Wanneer zijn burgerlijk alter ego op de voorgrond treedt, is het echter evengoed mogelijk om hem te analyseren als een Judasfiguur. Zo zien we tijdens de zoektocht dat hij continu wisselt tussen de rollen van helper en verrader. Uitspraken zoals "ik heb den indruk dat ze bereid zijn Maria als koek met mij te deelen" tonen aan dat Frans' innerlijke verlangens niet zo onschuldig zijn als hij zichzelf probeert voor te houden. Die spanning kunnen we linken met het bekeringsmotief: hoewel het hoofdpersonage telkens tracht het goede pad te bewandelen, merkt de lezer dat mislukking telkens om de hoek ligt.